# Activ
Activ è stato un gruppo dance rumeno nato a Timișoara. I componenti del gruppo sono Oana Paola Nistor (Oana, vocalist), Rudolf Oszkar Stefanic (Rudi) e Flaviu Cicirean (Avi). Hanno avuto un grande successo in patria ed un discreto successo nel panorama europeo come in Polonia e Germania.
Gli album di maggior successo sono stati Motive e Superstar. In questi degni di nota sono i brani Visez (Io sogno) dall'album Motive, Superstar, Zile cu Tine (Giorni con te) e Lucruri simple (Cose semplici) da Superstar. 
L'ultimo album Everyday è prevalentemente cantato in lingua inglese, sottolineando la volontà di allargare ulteriormente gli orizzonti nazionali del gruppo. Tra questi si segnala il brano Reasons e Feel Good.
Nel 2010 Oana Nistor dichiarò la loro volontà di seguire carriere da solisti, segnando la fine del gruppo dopo undici anni insieme.

## Discografia
- Sunete (1999)
- În Transă (2002)
- Motive (2004)
- Superstar (2005)
- Everyday (2007)